# Талія Шайр
Талія Шайр (англ. Talia Shire; нар. 25 квітня 1946, Лейк Саксес, штат Нью-Йорк, США) — американська акторка, продюсерка та режисерка. Найбільш відома ролями в серіях фільмів «Хрещений батько» і «Роккі».

## Життєпис
Народилася в родині аранжувальника та композитора Карміне Коппола та Італії Пенніно Коппола. 
Рідна сестра режисера Френсіса Форда Копполи, мати актора Джейсона Шварцмана («Поїзд на Дарджилінг»), тітка Ніколаса Кейджа. Була дружиною композитора Девіда Шайр, від якого у неї є син Метью Орландо Шайр. Від другого шлюбу з продюсером Джеком Шварцманом, що помер 15 червня 1994, у Талії двоє синів.

## Фільмографія
| Рік  |    | Українська назва                 | Оригінальна назва             | Роль                      |
| ---- | -- | -------------------------------- | ----------------------------- | ------------------------- |
| 1970 | ф  |                                  | The Dunwich Horror            | медсестра Кора            |
| 1971 | ф  |                                  | Gas-s-s-s                     | Коралі                    |
| 1972 | ф  | Хрещений батько                  | The Godfather                 | Коні Карлеоне             |
| 1974 | ф  | Хрещений батько 2                | The Godfather ІІ              | Коні Карлеоне             |
| 1976 | ф  | Роккі                            | Rocky                         | Адріана Пенніно           |
| 1979 | ф  | Роккі 2                          | Rocky ІІ                      | Адріана Пенніно           |
| 1979 | ф  | Пророцтво                        | Prophecy                      | Меггі                     |
| 1982 | ф  | Роккі 3                          | Rocky III                     | Адріана Пенніно           |
| 1985 | ф  | Роккі 4                          | Rocky IV                      | Адріана Пенніно           |
| 1990 | ф  | Роккі 5                          | Rocky V                       | Адріана Пенніно           |
| 1990 | ф  | Хрещений батько 3                | The Godfather Part III        | Коні Карлеоне             |
| 1993 | ф  | Смертельне падіння               | Deadfall                      | Сем                       |
| 2004 | ф  | Змова                            | I Heart Huckabees             | місіс Сільвер             |
| 2007 | тф | Блакитний дим                    | Blue Smoke                    | Б'янка                    |
| 2007 | тф | Різдво у каділаку Джека          | Christmas at Cadillac Jack's  | Пег                       |
| 2013 | ф  | Пало-Альто                       | Palo Alto                     | місіс Гейне               |
| 2017 | с  | Королівство                      | Kingdom                       | Аннет Куліна              |
| 2018 | с  | Посібник для подруг до розлучень | Girlfriends' Guide to Divorce | Меріл Фрумпкіс            |
| 2018 | с  | Ґрейс та Френкі                  | Grace and Frankie             | Тедді                     |
| 2024 | ф  | Мегалополіс                      | Megalopolis                   | Констанс Крассус Катіліна |

## Нагороди та номінації
«Оскар»
Номінації
- 1975 — за найкращу жіночу роль у фільмі «Роккі»

- 1977 — за найкращу жіночу роль другого плана у фільмі «Хрещений батько 2»